# Сукарно
Сукарно (індонез. Sukarno, до 1972 року за тодішніми правилами індонезійської мови індонез. Soekarno, при народженні індонез. Kusno Sosrodihardjo, через те, що став ісламістом, іноді додавав до свого індонезійського імені мусульманське Ахмед; 6 червня 1901—21 червня 1970) — президент Індонезії в 1945-1967 роках. Один із засновників Індонезійської Національної партії і вважається одним з основоположників індонезійського націоналізму. Неодноразово піддавався переслідуванням з боку голландської колоніальної влади, в 1929 вперше арештований і засуджений до тюремного терміну, провівши з наступних 15 років 13 у вигнанні або за ґратами.

## Життєпис
Народився Сукарно 6 червня 1901 в сім'ї вчителя. Юний Сукарно вступив до руху «Союз ісламу» і чотири роки прожив у будинку лідера руху Чокроаміното. Там він одружився з 14-річною дочкою лідера Утар. 4 липня 1927 року Сукарно та його прихильники створили «Національну партію Індонезії» (НПІ), яка завдяки політиці лідера та гаслу єдності «націоналізму, ісламізму, марксизму» швидко збільшувалася та набувала популярності. Сукарно тоді сказав: «Корабель, який приведе нас до вільної Індонезії — це корабель єдності». Метою партії було здобуття незалежності Індонезії, а засобами її досягнення — не співробітництво з колоніальною владою та масові дії. Сукарно був переконаний, що досягти незалежності можна легальним шляхом.
У 1929 опинився за ґратами, де він перебував до 1931. Навіть у в'язниці він залишався найавторитетнішим лідером індонезійського національного руху та значно збільшив свою популярність серед населення.
У період японської окупації Індонезії Сукарно співпрацював з японською адміністрацією. 7 серпня 1945 японська військова адміністрація санкціонувала створення «Комітету підготовки незалежності» (КПН) на чолі з Сукарно. Головними завданнями «Комітету підготовки незалежності» були: розробка проекту конституції, створення нового адміністративного розподілу держави, затвердження складу вищих органів влади.
Після відновлення голландської адміністрації очолив військові дії проти неї, що завершилися проголошенням незалежності країни. Більше 20 років очолював країну на посаді президента. У 1950-х пішов на зближення з соціалістичними СРСР та КНР.
Зміщений під тиском армії у 1967, після чого президентом країни став інший диктатор — Сухарто.